# Шурвяярви
Шурвяярви, Большое — пресноводное озеро на территории Луусалмского сельского поселения Калевальского района Республики Карелии.

## Общие сведения
Площадь озера — 1,7 км². Располагается на высоте 187,8 метров над уровнем моря.
Форма озера лопастная, продолговатая: оно вытянуто с северо-запада на юго-восток. Берега каменисто-песчаные, местами заболоченные.
Из залива на юго-восточной стороне озера вытекает безымянный водоток, который, протекая через ряд безымянных ламбин, впадает с левого берега в реку Ухту, в свою очередь, впадающую в озеро Среднее Куйто.
Код объекта в государственном водном реестре — 02020000811102000004685.